# Артерія
Арте́рія (грец. αρτηρια — жила) — кровоносна судина, що несе збагачену киснем (артеріальну) кров від серця до всіх органів і тканин (лише легенева артерія несе венозну кров від серця до легень).
Великі артерії мають окремі назви. Від серця відходять легенева артерія та найбільша артерія тіла — аорта, вони послідовно поділяються на великі, середні, дрібні і, нарешті, найдрібніші артерії — артеріоли.
Стінка артерії складається з трьох оболонок: внутрішньої, середньої та зовнішньої. Внутрішня стінка, яка огортає внутрішній простір, вистелена плоскими клітинами — ендотелієм, який розташовується на підендотеліальному шарі. Під ендотелієм є еластична структура, вона має властивість скорочуватись і це забезпечує тонус судини, називається вона — внутрішня еластична мембрана.
Середня мембрана утворена двома шарами м'яких м'язових волокон, які огортають судину в довжину і в поперек. Між ними є шар еластичних волокон.
Зовнішній шар утворений пухкою сполучною тканиною.
Залежно від діаметра артерії, в них змінюється і будова стінки, тому виділяють три типи артерій: еластичного, м'язового і м'язово-еластичного типу.
До артерій еластичного типу належать легеневий стовбур та аорта. В них у внутрішній стінці відсутній еластична мембрана, вона замінена густою сіткою еластичних волокон, в складі яких є гладком'язові міоцити. В середній оболонці знаходиться багато еластичних вікончатих мембран і гладкої м'язової тканини. В пухкій сполучній тканині знаходиться багато колагенових волокон. Така будова надає судині особливої міцності і еластичності, що дозволяє витримувати високий тиск циркулюючої крові.
До артерій м'язевого типу належать органні артерії (ті, які кровопостачають органи). Їм притаманна збільшена кількість циркулярних м'язових волокон і зменшена кількість еластичних.
В м'язово-еластичних артеріях кількість міоцитів і еластичних волокон відносно однакова. До цього типу артерій належать: сонна, підключична, клубова, черевний стовбур. Крім того, стінки артерії набагато товщі і жорсткіші, ніж венозні.